# Puente de Tres Arcos (Venecia)
El puente de Tres Arcos (Ponte dei Tre Archi en italiano) es uno de los puentes más grandes de Venecia (Italia), por delante del puente de las Agujas y después de los cuatro puentes sobre el Gran Canal (Rialto, Scalzi, la Academia y el puente de la Constitución). Se ubica en el barrio de Cannaregio.

## Descripción
El puente de Tres Arcos atraviesa el Canal de Cannaregio, hacia la mitad de su longitud y se caracteriza por una estructura de tres arcos, dos laterales pequeños y una central grande.
Sigue siendo el único ejemplo de puente con tres arcos de Venecia y es por lo que ha perdido su nombre original de puente de San Giobbe (Job). En el pasado existieron ciertamente otros puentes en Venecia con esta estructura: por ejemplo, en el siglo XV fue también de tres arcos el puente de San Lorenzo del barrio de Castello, tal como se documenta en el cuadro de Gentile Bellini El Milagro de la Cruz en San Lorenzo expuesto en las Galerías de la Academia.
En el pasado el puente, como todos los puentes de Venecia, carecía de barandas de protección, con accesos mucho más largos y más bajo, características que le dieron una elegancia particular, como está documentado por las estampas de la época.
El puente inicial, construido de ladrillo y de piedra fue inaugurado en 1503. Fue reformado completamente por el arquitecto Andrea Tirai en 1688, que le dio su aspecto actual. Volvió a ser reformado en 1794 y 1970.